# Michael Schjønberg
Michael Schjønberg Christensen, né le 19 janvier 1967 à Esbjerg, est un footballeur danois reconverti entraîneur.

## Biographie

### En sélection
- 44 sélections et 3 buts avec l'équipe du Danemark entre 1995 et 2000[1]